# 青森県高等学校の廃校一覧
青森県高等学校の廃校一覧（あおもりけんこうとうがっこうのはいこういちらん）とは、青森県の廃校となった高校の一覧。対象となるのは学制改革（1948年）以降に廃校となった高校と分校である。名称は廃校当時のもの。また現在休校中の学校は公式には存続している事となっているが、休校中の学校は事実上廃校となっている場合が多いため、便宜上本項に記載する。

## 公立高校

### 青森市・東津軽郡内
- 青森市内
  - 青森県立青森戸山高等学校（青森県立青森東高等学校へ統廃合され、2013年閉校）[1]
- 平内町内
  - 青森県立青森東高等学校平内校舎（旧・青森県立平内高等学校　2021年閉校）[2]
- 今別町内
  - 青森県立青森北高等学校今別校舎（旧・青森県立今別高等学校　2022年閉校）[3]

### 五所川原市・つがる市・北津軽郡・西津軽郡内
- 五所川原市内
  - 青森県立五所川原高等学校東校舎（旧・青森県立五所川原東高等学校、2010年閉校）[4]
  - 青森県立金木高等学校市浦分校（2018年閉校）[5]
  - 青森県立五所川原工業高等学校（2021年青森県立五所川原工科高等学校開校に伴い、2023年閉校）[6]
  - 青森県立金木高等学校（2021年五所川原工科高開校に伴い、2023年閉校）[6]
- つがる市内
  - 青森県立木造高等学校車力分校（2006年閉校）[4]
  - 青森県立木造高等学校稲垣分校（2010年閉校）[4]
- 板柳町内
  - 青森県立板柳高等学校（2021年五所川原工科高開校に伴い、2023年閉校）[6]
- 中泊町内
  - 青森県立中里高等学校（2022年閉校）[7]
- 鶴田町内
  - 青森県立鶴田高等学校（2021年五所川原工科高開校に伴い、2023年閉校）[6]
- 深浦町内
  - 青森県立木造高等学校深浦校舎（2023年閉校）[8]

### 弘前市・黒石市・平川市・中津軽郡・南津軽郡内
・弘前市内
　・青森県立岩木高等学校（青森県立弘前中央高等学校へ統廃合され、2017年閉校）

- 黒石市内
  - 県立黒石高校明徳分校（1963年閉校）
  - 県立黒石高校山形分校（1975年閉校）
  - 県立黒石高校六郷分校（1979年閉校）
  - 青森県立黒石高等学校〈旧〉（青森県立黒石高等学校〈新〉に移管され、2022年閉校）[10]
  - 青森県立黒石商業高等学校（黒石高等学校〈新〉へ統廃合され、2022年閉校）[10]
- 南津軽郡大鰐町内
  - 青森県立弘前南高等学校大鰐校舎（旧・青森県立大鰐高等学校、2013年閉校）[4]
- 南津軽郡藤崎町内
  - 青森県立弘前実業高等学校藤崎校舎（旧・青森県立藤崎園芸高等学校、2019年閉校）[4]

### 十和田市・三沢市・上北郡内
- 十和田市内
  - 青森県立三本木農業高等学校（2021年青森県立三本木農業恵拓高等学校開校に伴い、2023年閉校）[11]
  - 青森県立十和田西高等学校（2021年三本木農業恵拓高開校に伴い、2023年閉校）[11]
- 上北郡六戸町内
  - 青森県立六戸高等学校（2021年三本木農業恵拓高開校に伴い、2023年閉校）[11]
- 上北郡七戸町内
  - 青森県立七戸高等学校八甲田校舎（旧・青森県立八甲田高等学校、2011年閉校）[4]
- 上北郡横浜町内
  - 青森県立野辺地高等学校横浜分校（2007年閉校）[4]

### むつ市・下北郡内
- むつ市内
  - 青森県立田名部高等学校東通北部分校（1963年閉校）[12]
  - 青森県立田名部高等学校東通南部分校（1964年閉校）[12]
  - 青森県立田名部高等学校風間浦分校（1974年閉校）
  - 青森県立田名部高等学校大畑校舎（旧・青森県立大畑高等学校、2015年閉校）[4]
  - 青森県立大湊高等学校川内校舎（旧・青森県立川内高等学校、2021年閉校）[4]

### 八戸市・三戸郡内
- 八戸市内
  - 青森県立八戸南高等学校（青森県立八戸北高等学校へ統廃合され、2013年閉校）[13]
  - 青森県立八戸北高等学校南郷校舎（旧・青森県立名久井農業高等学校中沢分校→青森県立八戸北高等学校中沢分校→青森県立南郷高等学校、2017年閉校）[13]
- 三戸郡南部町内
  - 青森県立南部工業高等学校（青森県立八戸工業高等学校へ統廃合され、2015年閉校）[14]
- 三戸郡田子町内
  - 青森県立田子高等学校（2022年閉校）[15]
- 三戸郡五戸町内
  - 青森県立五戸高等学校（2022年閉校）[16]

## 私立高校

### 弘前市・黒石市・平川市・中津軽郡・南津軽郡内
- 弘前市内
  - 鷹ヶ岡女子高等学校（1956年閉校）[17]
  - 太平高等学校（1968年閉校）[18]

### 八戸市・三戸郡内
- 三戸郡南部町内
  - 東洋大学附属南部高等学校（1977年閉校[19]、敷地と建物は県立南部工業高校となるも、2015年廃校）